# Araecerus
Araecerus — род жесткокрылых из семейства ложнослоников.

## Описание
Переднеспинка перед основанием без поперечного киля. Первый членик лапок сильно удлинён, такой же длины, как остальные членики вместе взятые. Надкрылья с едва различимыми рядами точек. Тело густо покрыто коричневыми волосками; на нечётных промежутках  бороздок ряды мелких тёмных пятен.

## Систематика
В составе рода:
- Araecerus acutus Jordan, 1929
- Araecerus alboscutatus Fairmaire, 1903
- Araecerus alternans Jordan, 1904
- Araecerus alternatus Jordan, 1895
- Araecerus alternatus Wolfrum, 1953
  - Ложнослоник кофейный (Araecerus fasciculatus)